# Amposta
Amposta est une commune de la comarque du Montsià dans la province de Tarragone, en Catalogne.

## Géographie
Amposta est la capitale de la comarque de Montsià, la plus méridionale de la Catalogne. Elle se trouve à 8 mètres au-dessus du niveau de la mer, et sur l'Èbre non loin de son embouchure

## Politique et administration

### Jumelage
- Saint-Jean-de-la-Ruelle (France)

## Population et société

### Démographie
En 2012, Amposta est la 62e commune la plus peuplée de Catalogne.

## Culture locale et patrimoine

### Lieux et monuments
- Le pont suspendu, construit de 1915 à 1921 et inauguré par Primo de Rivera.
- Le château médiéval.
- L'église de l'Assomption, construite du XVIIIe siècle au XIXe siècle.
- L'ermitage de la Mare de Déu del Montsià, de construction moderne mais au point de vue panoramique.

### Personnalités liées à la commune
- Joaquín Moya (né en 1932), footballeur espagnol ;
- José Serra Gil (1923-2002) : cycliste né à Amposta ;
- Pau Roselló (1990-) : escrimeur né à Amposta :
- Aina Cid (1994-), rameuse née à Amposta.